# Driulis González
Driulis González Morales, née le 21 septembre 1973 à La Havane, est une judoka cubaine. Elle a gagné quatre médailles olympiques au cours de sa carrière dont l'or lors des Jeux olympiques de 1996 à Atlanta. Alors qu'elle n'a que 19 ans, elle remporte la médaille de bronze dans la catégorie des poids léger (-56 kg) aux Jeux de Barcelone en 1992. Elle enchaîne sur un titre mondial un an avant de conquérir son premier titre olympique en 1996. Quatre ans plus tard, elle ne parvient pas à garder sa médaille d'or étant battue en finale des poids léger par l'Espagnole Isabel Fernández. Après cette troisième médaille olympique, elle choisit de prendre le temps de faire un enfant mais décide, après la naissance, de passer dans la catégorie de poids supérieure (poids mi-moyen). Retrouvant le haut niveau international, elle réussit à accrocher la médaille de bronze aux Jeux olympiques de 2004 à Athènes. Cette quatrième médaille fait d'elle la judokate la plus médaillée de l'histoire derrière la Japonaise Ryoko Tani ; ainsi, la Cubaine a remporté une médaille à chaque Jeux depuis 1992 et l'apparition du judo féminin aux programme olympique.

## Palmarès

### Jeux olympiques
- Jeux olympiques de 1992 à Barcelone (Espagne) :
  -  Médaille de bronze dans la catégorie des poids léger (-56 kg).
- Jeux olympiques de 1996 à Atlanta (États-Unis) :
  -  Médaille d'or dans la catégorie des poids léger (-56 kg).
- Jeux olympiques de 2000 à Sydney (Australie) :
  -  Médaille d'argent dans la catégorie des poids léger (-57 kg).
- Jeux olympiques de 2004 à Athènes (Grèce) :
  -  Médaille de bronze dans la catégorie des poids mi-moyens (-63 kg).

### Championnats du monde
| Chpts du monde  | Chpts du monde | 1993 Hamilton | 1995 Chiba | 1997 Paris | 1999 Birmingham | 2003 Osaka | 2005 Le Caire | 2007 Rio |
| --------------- | -------------- | ------------- | ---------- | ---------- | --------------- | ---------- | ------------- | -------- |
| poids légers    | -56 kg         | 3e            | 1er        | 2e         | -               | -          | -             |          |
| poids légers    | -57 kg         | -             | -          | -          | 1er             | -          | -             | -        |
| poids mi-moyens | -63 kg         | -             | -          | -          | -               | 2e         | 3e            | 1er      |

### Divers
- 2 médailles d'or aux Jeux panaméricains.
- 7 podiums dont 2 victoires au Tournoi de Paris.